# リアナ・ミカエレトゥウ
リアナ・ミカエレトゥウ（Liana Mikaele-Tu'u、2002年5月13日 - ）は、ニュージーランドの女子ラグビー選手。

## プロフィール
- ニュージーランド・ヘイスティングズ出身[1]。
- ポジションはロック(LO)、フランカー(FL)、ナンバーエイト(No8)。
- 身長 177cm、体重 93kg
- 兄のアントニオ・マリノもラグビー選手[2]。
- 女子ニュージーランド代表キャップは6（2022年11月現在）。

## 略歴
2022年、ラグビーワールドカップ2021の女子ニュージーランド代表に選ばれて、ブラックファーンズ2大会連続優勝に貢献。